# Haburas
Haburas ist eine osttimoresische Aldeia im Sucos Bairro Pite (Verwaltungsamt Dom Aleixo, Gemeinde Dili). 2015 lebten in Haburas 947 Menschen.

## Lage und Einrichtungen
Haburas liegt im Westen des Sucos Bairro Pite, im Stadtteil Fatumeta. Im Nordwesten reicht Haburas bis an die Avenida de Hudi-Laran, auf dessen anderer Seite die Aldeia Bita-Ba liegt. Zwischen der Avenida und Haburas befindet sich im Norden die Aldeia Rainain. Im Südosten grenzt Haburas an die Aldeia We Dalac und im Süden an die Aldeia 5 de Outubro. Westlich von Haburas befindet sich der Suco Comoro.
In Haburas befindet sich die Kirche der Bethel Church Timor-Leste (LGCC).